# 煤窑沟
煤窑沟是中华人民共和国新疆维吾尔自治区的一条河流，位于塔里木盆地，该河全长45千米，集水面积约481平方千米，年均径流量约为0.751亿立方米。根据煤窑沟水文站测定，该河夏季富水期径流量占全年的71.3%，冬季枯水期径流量占全年的4.6%。